# Ліберті-Лейк (Вашингтон)
Ліберті-Лейк (англ. Liberty Lake) — місто (англ. city) в США, в окрузі Спокен штату Вашингтон. Населення — 12 003 особи (2020).

## Географія
Ліберті-Лейк розташоване за координатами 47°40′7″ пн. ш. 117°6′11″ зх. д. / 47.66861° пн. ш. 117.10306° зх. д. (47.668713, -117.103089).  За даними Бюро перепису населення США в 2010 році місто мало площу 15,89 км², уся площа — суходіл.

## Демографія
Згідно з переписом 2010 року, у місті мешкала 7591 особа в 2893 домогосподарствах у складі 2019 родин. Густота населення становила 478 осіб/км².  Було 3344 помешкання (210/км²).
Расовий склад населення:
| - 91,3 % — білих - 3,5 % — азіатів - 0,7 % — чорних або афроамериканців - 0,5 % — корінних американців - 0,2 % — вихідців з тихоокеанських островів |

До двох чи більше рас належало 3,0 %. Частка іспаномовних становила 3,0 % від усіх жителів.
За віковим діапазоном населення розподілялося таким чином: 30,4 % — особи молодші 18 років, 59,0 % — особи у віці 18—64 років, 10,6 % — особи у віці 65 років та старші. Медіана віку мешканця становила 35,2 року. На 100 осіб жіночої статі у місті припадало 93,3 чоловіків;  на 100 жінок у віці від 18 років та старших — 89,8 чоловіків також старших 18 років.
Середній дохід на одне домашнє господарство  становив 85 625 доларів США (медіана — 64 270), а середній дохід на одну сім'ю — 102 782 долари (медіана — 85 521). Медіана доходів становила 66 500 доларів для чоловіків та 42 685 доларів для жінок. За межею бідності перебувало 6,3 % осіб, у тому числі 7,8 % дітей у віці до 18 років та 8,7 % осіб у віці 65 років та старших.
Цивільне працевлаштоване населення становило 3751 осіб. Основні галузі зайнятості: освіта, охорона здоров'я та соціальна допомога — 20,4 %, фінанси, страхування та нерухомість — 14,7 %, науковці, спеціалісти, менеджери — 13,6 %, виробництво — 12,6 %.